# Roadracing-VM 1989
Världsmästerskapen i Roadracing 1989 arrangerades av Internationella motorcykelförbundet och innehöll klasserna 500GP, 250GP, 125GP och 80GP i Grand Prix-serien samt Superbike, Formel TT 1 och Sidvagn. VM-titlar delades ut till bästa förare och till bästa konstruktör. Grand Prix-serien kördes över 15 deltävlingar. Det var sista året för 80GP och Formel TT1. Endurance hade inte VM-status 1989-90, utan kördes som "FIM cup". Vann båda åren gjorde Alex Viera.
| Klass       | Mästare individuellt                    | Mästare konstruktörer |
| ----------- | --------------------------------------- | --------------------- |
| 500GP       | Eddie Lawson (Honda)                    | Honda                 |
| 250GP       | Sito Pons (Honda)                       | Honda                 |
| 125GP       | Àlex Crivillé (JJ Cobas)                | Honda                 |
| 80GP        | Manuel Herreros (Derbi)                 | Krauser               |
| Superbike   | Fred Merkel (Honda)                     | Honda                 |
| Formel TT 1 | Carl Fogarty (Honda)                    | -                     |
| Sidvagn     | Steve Webster/Tony Hewitt (LCR-Krauser) | LCR-Krauser           |

## 500 GP
1989 års titel i kungaklassen vanns av Eddie Lawson, den sista titeln för den legendariska föraren. Wayne Rainey tog silvret, efter att ha tappat chansen till titeln med en vurpa från täten på Anderstorp. Det var även en chockartat race på Misano, då alla toppförarna utom Pierfrancesco Chili vägrar ställa upp i regnovädret. Flera andra förare "hyllade" ironiskt vinnaren Chili efteråt.

### Delsegrare
| Bana           | Vinnare             | Märke  |
| -------------- | ------------------- | ------ |
| Suzuka         | Kevin Schwantz      | Suzuki |
| Phillip Island | Wayne Gardner       | Honda  |
| Laguna Seca    | Wayne Rainey        | Yamaha |
| Jerez          | Eddie Lawson        | Honda  |
| Misano         | Pierfrancesco Chili | Honda  |
| Hockenheim     | Wayne Rainey        | Yamaha |
| Salzburgring   | Kevin Schwantz      | Suzuki |
| Rijeka         | Kevin Schwantz      | Suzuki |
| Assen          | Wayne Rainey        | Yamaha |
| Spa            | Eddie Lawson        | Honda  |
| Le Mans        | Eddie Lawson        | Honda  |
| Donington Park | Kevin Schwantz      | Suzuki |
| Anderstorp     | Eddie Lawson        | Honda  |
| Brno           | Kevin Schwantz      | Suzuki |
| Goiania        | Kevin Schwantz      | Suzuki |

### Slutställning
| Plats | Förare              | Team                | Poäng |
| ----- | ------------------- | ------------------- | ----- |
| 1     | Eddie Lawson        | Rothmans Honda      | 228   |
| 2     | Wayne Rainey        | Lucky Strike Yamaha | 210,5 |
| 3     | Christian Sarron    | Gauloises Yamaha    | 165,5 |
| 4     | Kevin Schwantz      | Pepsi Suzuki        | 162,5 |
| 5     | Kevin Magee         | Lucky Strike Yamaha | 138,5 |
| 6     | Pierfrancesco Chili | HB Honda            | 122   |
| 7     | Niall Mackenzie     | Marlboro Yamaha     | 103   |
| 8     | Ron Haslam          | Pepsi Suzuki        | 86    |
| 9     | Mick Doohan         | Rothmans Honda      | 81    |
| 10    | Wayne Gardner       | Rothmans Honda      | 67    |
| 11    | Rob McElnea         | Cabin Racing Honda  | 52,5  |
| 12    | Simon Buckmaster    | Katayama Honda      | 43,5  |
| 13    | Alessandro Valesi   | Iberna Yamaha       | 40    |
| 14    | Tadahiko Taira      | Yamaha - Tech 21    | 39    |
| 15    | Dominique Sarron    | ELF Honda ROC       | 39    |
| 16    | Freddie Spencer     | Marlboro Yamaha     | 33,5  |
| 17    | Marco Gentile       | Marlboro Fior       | 33    |
| 18    | Randy Mamola        | Cagiva Corse        | 33    |

Totalt tog 46 förare VM-poäng.

## 250GP

### Delsegrare
| Bana           | Vinnare       | Märke  |
| -------------- | ------------- | ------ |
| Suzuka         | John Kocinski | Yamaha |
| Phillip Island | Sito Pons     | Honda  |
| Laguna Seca    | John Kocinski | Yamaha |
| Jerez          | Luca Cadalora | Yamaha |
| Misano         | Sito Pons     | Honda  |
| Hockenheim     | Sito Pons     | Honda  |
| Salzburgring   | Sito Pons     | Honda  |
| Rijeka         | Sito Pons     | Honda  |
| Assen          | Reinhold Roth | Honda  |
| Spa            | Jacques Cornu | Honda  |
| Le Mans        | Carlos Cardús | Honda  |
| Donington Park | Sito Pons     | Honda  |
| Anderstorp     | Sito Pons     | Honda  |
| Brno           | Reinhold Roth | Honda  |
| Goiania        | Luca Cadalora | Yamaha |

### Slutställning
| Plats | Förare               | Märke   | Poäng |
| ----- | -------------------- | ------- | ----- |
| 1     | Sito Pons            | Honda   | 262   |
| 2     | Reinhold Roth        | Honda   | 190   |
| 3     | Jacques Cornu        | Honda   | 187   |
| 4     | Carlos Cardús        | Honda   | 162   |
| 5     | Luca Cadalora        | Yamaha  | 127   |
| 6     | Masahiro Shimizu     | Honda   | 116   |
| 7     | Jean-Philippe Ruggia | Yamaha  | 110   |
| 8     | Juan Garriga         | Yamaha  | 98    |
| 9     | Helmut Bradl         | Honda   | 88    |
| 10    | Martin Wimmer        | Aprilia | 62    |

Totalt tog 44 förare VM-poäng.

## 125GP

### Delsegrare
| Bana           | Vinnare        | Märke |
| -------------- | -------------- | ----- |
| Suzuka         | Ezio Gianola   | Honda |
| Phillip Island | Àlex Crivillé  | Cobas |
| Jerez          | Àlex Crivillé  | Cobas |
| Misano         | Ezio Gianola   | Honda |
| Hockenheim     | Àlex Crivillé  | Cobas |
| Salzburgring   | Hans Spaan     | Honda |
| Assen          | Hans Spaan     | Honda |
| Spa            | Hans Spaan     | Honda |
| Le Mans        | Jorge Martínez | Derbi |
| Donington Park | Hans Spaan     | Honda |
| Anderstorp     | Àlex Crivillé  | Cobas |
| Brno           | Àlex Crivillé  | Cobas |

### Slutställning 125GP
| Plats | Förare          | Märke   | Poäng |
| ----- | --------------- | ------- | ----- |
| 1     | Àlex Crivillé   | Cobas   | 166   |
| 2     | Hans Spaan      | Honda   | 152   |
| 3     | Ezio Gianola    | Honda   | 138   |
| 4     | Hisashi Unemoto | Honda   | 104   |
| 5     | Fausto Gresini  | Aprilia | 102   |
| 6     | Koji Takada     | Honda   | 99    |
| 7     | Stefan Prein    | Honda   | 92    |
| 8     | Julián Miralles | Derbi   | 90    |
| 9     | Jorge Martínez  | Derbi   | 72    |
| 10    | Allan Scott     | Honda   | 54    |

Totalt tog 46 förare VM-poäng.

## 80GP

### Delsegrare
| Bana       | Vinnare           | Märke   |
| ---------- | ----------------- | ------- |
| Jerez      | Herri Torrontegui | Krauser |
| Misano     | Jorge Martínez    | Derbi   |
| Hockenheim | Peter Öttl        | Krauser |
| Rijeka     | Peter Öttl        | Krauser |
| Assen      | Peter Öttl        | Krauser |
| Brno       | Herri Torrontegui | Krauser |

### Slutställning 80GP
| Plats | Förare            | Märke   | Poäng |
| ----- | ----------------- | ------- | ----- |
| 1     | Manuel Herreros   | Derbi   | 92    |
| 2     | Stefan Dörflinger | Krauser | 80    |
| 3     | Peter Öttl        | Krauser | 75    |
| 4     | Herri Torrontegui | Krauser | 75    |
| 5     | Gabriele Gnani    | Gnani   | 45    |
| 6     | Paolo Priori      | Krauser | 41    |
| 7     | Bogdan Nikolov    | Krauser | 40    |
| 8     | Jorge Martínez    | Derbi   | 35    |
| 9     | Jaime Mariano     | Casal   | 33    |
| 10    | Jörg Seel         | Seel    | 32    |

Totalt tog 33 förare VM-poäng.